# Liste historischer Bibliotheken
Hier findet sich eine Auflistung historischer Bibliotheken der Antike, des Altertums, des Mittelalters und der Neuzeit; ebenso ehemalige Bibliotheken, wobei kein Anspruch auf Vollständigkeit gemacht wird. Historische Bibliotheken werden innerhalb der Bibliothekswissenschaft durch die Fachrichtung Bibliotheksgeschichte untersucht.

## Bibliotheken des Altertums und der Antike
- Bibliotheken in Mesopotamien
- Bibliothek des Aššurbanipal – Tontafelsammlung
- Bibliothek von Alexandria im alten Ägypten
- Bibliothek von Nalanda im alten Indien
- Hadriansbibliothek (Athen)
- Celsus-Bibliothek
- Bibliothek von Pergamon
- Bibliothek von Caesarea in Caesarea
- Kaiserliche Bibliothek von Konstantinopel
- Villa dei Papiri in Herculaneum

## Bibliotheken des Mittelalters und der Neuzeit
- Biblioteca Medicea Laurenziana, Florenz
- Biblioteca Marciana in Venedig
- Bibliotheca Corviniana (Budapest, Ungarn)
- Bibliotheca Zriniana (Čakovec, Kroatien, 17. Jh.)
- Franziska-Bibliothek in Ohnastetten (1786–1922)
- Herzog August Bibliothek in Wolfenbüttel
- Stiftsbibliothek St. Gallen (Schweiz)
- Vatikanische Apostolische Bibliothek, Vatikanstadt
- Bibliotheca Palatina
- Liberei, Braunschweig
- Historische Bibliothek der Stadt Rastatt
- Wallenrodtsche Bibliothek (1945 zerstreut bzw. vernichtet)
- Staats- und Universitätsbibliothek Königsberg (1945 zerstreut bzw. vernichtet)
- Ox-Cart Bibliothek, Ohio, USA
- Hill Museum & Manuscript Library

## Bibliotheken der mittelalterlichen islamischen Welt
- Bibliothek des Haus der Weisheit (Bagdad)
- Bibliothek des Haus der Weisheit (Kairo)
- Bibliothek von Córdoba, die unter al-Hakam II. erbaut wurde.

## Liste ehemaliger Bibliotheken
Deutschland
- Bauhaus-Bibliothek
- Carl-Alexander-Bibliothek
- Dombibliothek Konstanz
- Staats- und Universitätsbibliothek Königsberg
- Klosterbibliothek Polling
- Universitätsbibliothek Dillingen
- Zentrale Filmbibliothek
- Königliche Landesbibliothek (Stuttgart)
- Mannheimer Hofbibliothek

Italien
- Biblioteca della Comunità Israelitica

Israel
- Tempelbibliothek von Jerusalem

Lettland
- Bibliothek der Livländischen Ritterschaft

Polen
- Bibliothek Schloss Plathe
- Hauptbibliothek der Judaistik
- Załuski-Bibliothek

Schweiz
- Eawag-Empa-Bibliothek
- Hauptbibliothek Universität Zürich

Ungarn
- Bibliotheca Corviniana

USA
- Ada Public Library
- Cobb Memorial Library

Siehe auch: Kategorie:Ehemalige Bibliothek